# Mont-Saint-Jean, Côte-d'Or
Mont-Saint-Jean är en kommun i departementet Côte-d'Or i regionen Bourgogne-Franche-Comté i östra Frankrike. Kommunen ligger i kantonen Pouilly-en-Auxois som tillhör arrondissementet Beaune. År 2022 hade Mont-Saint-Jean 257 invånare.

## Befolkningsutveckling
Antalet invånare i kommunen Mont-Saint-Jean
Referens:INSEE